# Klara Iwanowna Gussewa
Klara Iwanowna Gussewa (russisch Клара Ивановна Гусева, verheiratete Нестерова/Nesterowa; * 8. März 1937 in Pitschersk, Oblast Tambow; † 12. Mai 2019 in Moskau) war eine russische Eisschnellläuferin.
Sie war bei Olympischen Spielen die erste Goldmedaillengewinnerin im Eisschnelllauf über 1000 Meter. Sie siegte bei den Olympischen Winterspielen 1960 in Squaw Valley.
Am 12. Mai 2019 wurde sie beim Überqueren einer Straße von einem Auto erfasst und erlag ihren Verletzungen.